# Strażnica WOP Dłużniów
Strażnica WOP Dłużniów – podstawowy pododdział graniczny Wojsk Ochrony Pogranicza pełniący służbę ochronną na granicy polsko-radzieckiej.

## Formowanie i zmiany organizacyjne
W 1951, w związku z wymianą odcinków granicznych między Polską a ZSRR, dowództwo 234 batalionu WOP przeniesiono z Bełza do Tomaszowa Lubelskiego. Strażnica WOP Krystynopol przeniesiona została do m. Dłużniów.
Od 15 marca 1954 wprowadzono nową numerację strażnic. Strażnica WOP Dłużniów III kategorii otrzymała numer 148.

## Ochrona granicy
Sąsiednie strażnice:
147 strażnica WOP Dołhobyczów ⇔ 149 strażnica WOP Korczmin – 1954